# Sarry (Yonne)
Pour les articles homonymes, voir Sarry.
Sarry est une commune française située dans le département de l'Yonne en région Bourgogne-Franche-Comté. Le village de Sarry appartient à l'arrondissement de Avallon et au canton de Noyers.

## Géographie
Sarry est situé au sud du bourg de Noyers dans le Tonnerrois, le territoire de la commune de Sarry est longé par la ligne TGV. Il est relié à Noyers par la D. 101, ancienne voie romaine et la D. 956. La source du Vellerot, surmontée d'un édicule, autrefois source romaine, est située entre l'ancienne voie romaine et la ligne TGV. Ce village est entouré de prairies et de terres cultivables, aubues, semées de céréales. Sur les coteaux était plantée de la vigne qui, d' après Courtépée au XVIIIe siècle donnait du mauvais vin. Le bois de Châtel-Gérard borde les terres de Sarry. L'habitat est de type groupement lâche. Le hameau de Soulangy, situé au nord de Sarry, est desservi par la D. 101 et longé par la ligne TGV ; il est bordé à l'ouest par des bois et entouré sur ses autres côtés par des terres cultivables.
L'altitude de Sarry est de 310 mètres environ. La superficie de Sarry est de 25,76 km². La densité de population de Sarry est de 7.10 habitants par km². La latitude de Sarry est de 47.669 degrés et la longitude de Sarry est de 4.074 degrés.
La commune française la plus éloignée de Sarry est Bonifacio située à 805,3 km à vol d'oiseau.

### Communes limitrophes
1. Pasilly (89) 3,2 km
2. Jouancy (89) 3,3 km
3. Censy (89) 3,9 km
4. Châtel-Gérard (89) 4,5 km
5. Annoux (89) 5 km
6. Étivey (89) 5,5 km
7. Grimault (89) 6,8 km
8. Massangis (89) 9,1 km

Autres communes proches :
1. Noyers (89) 6,6 km
2. Moulins-en-Tonnerrois (89) 7,6 km
3. Villiers-les-Hauts (89) 8,6 km

### Climat
Pour des articles plus généraux, voir Climat de la Bourgogne-Franche-Comté et Climat de l'Yonne.
En 2010, le climat de la commune est de type climat des marges montargnardes, selon une étude du Centre national de la recherche scientifique s'appuyant sur une série de données couvrant la période 1971-2000. En 2020, Météo-France publie une typologie des climats de la France métropolitaine dans laquelle la commune est exposée à un climat océanique altéré et est dans la région climatique  Lorraine, plateau de Langres, Morvan, caractérisée par un hiver rude (1,5 °C), des vents modérés et des brouillards fréquents en automne et hiver. 
Pour la période 1971-2000, la température annuelle moyenne est de 10,1 °C, avec une amplitude thermique annuelle de 16,1 °C. Le cumul annuel moyen de précipitations est de 869 mm, avec 12,1 jours de précipitations en janvier et 8,5 jours en juillet. Pour la période 1991-2020, la température moyenne annuelle observée sur la station météorologique de Météo-France la plus proche, « Noyers_sapc », sur la commune de Noyers à 7 km à vol d'oiseau, est de 11,9 °C et le cumul annuel moyen de précipitations est de 785,9 mm. 
La température maximale relevée sur cette station est de 40,7 °C, atteinte le 24 juillet 2019 ; la température minimale est de −13,4 °C, atteinte le 7 février 2012,,. 
Les paramètres climatiques de la commune ont été estimés pour le milieu du siècle (2041-2070) selon différents scénarios d'émission de gaz à effet de serre à partir des nouvelles projections climatiques de référence DRIAS-2020. Ils sont consultables sur un site dédié publié par Météo-France en novembre 2022.

## Urbanisme

### Typologie
Au 1er janvier 2024, Sarry est catégorisée commune rurale à habitat dispersé, selon la nouvelle grille communale de densité à sept niveaux définie par l'Insee en 2022.
Elle est située hors unité urbaine et hors attraction des villes,.

### Occupation des sols
L'occupation des sols de la commune, telle qu'elle ressort de la base de données européenne d’occupation biophysique des sols Corine Land Cover (CLC), est marquée par l'importance des territoires agricoles (79,9 % en 2018), une proportion identique à celle de 1990 (79,9 %). La répartition détaillée en 2018 est la suivante : 
terres arables (74,7 %), forêts (20,1 %), zones agricoles hétérogènes (5,2 %). L'évolution de l’occupation des sols de la commune et de ses infrastructures peut être observée sur les différentes représentations cartographiques du territoire : la carte de Cassini (XVIIIe siècle), la carte d'état-major (1820-1866) et les cartes ou photos aériennes de l'IGN pour la période actuelle (1950 à aujourd'hui).

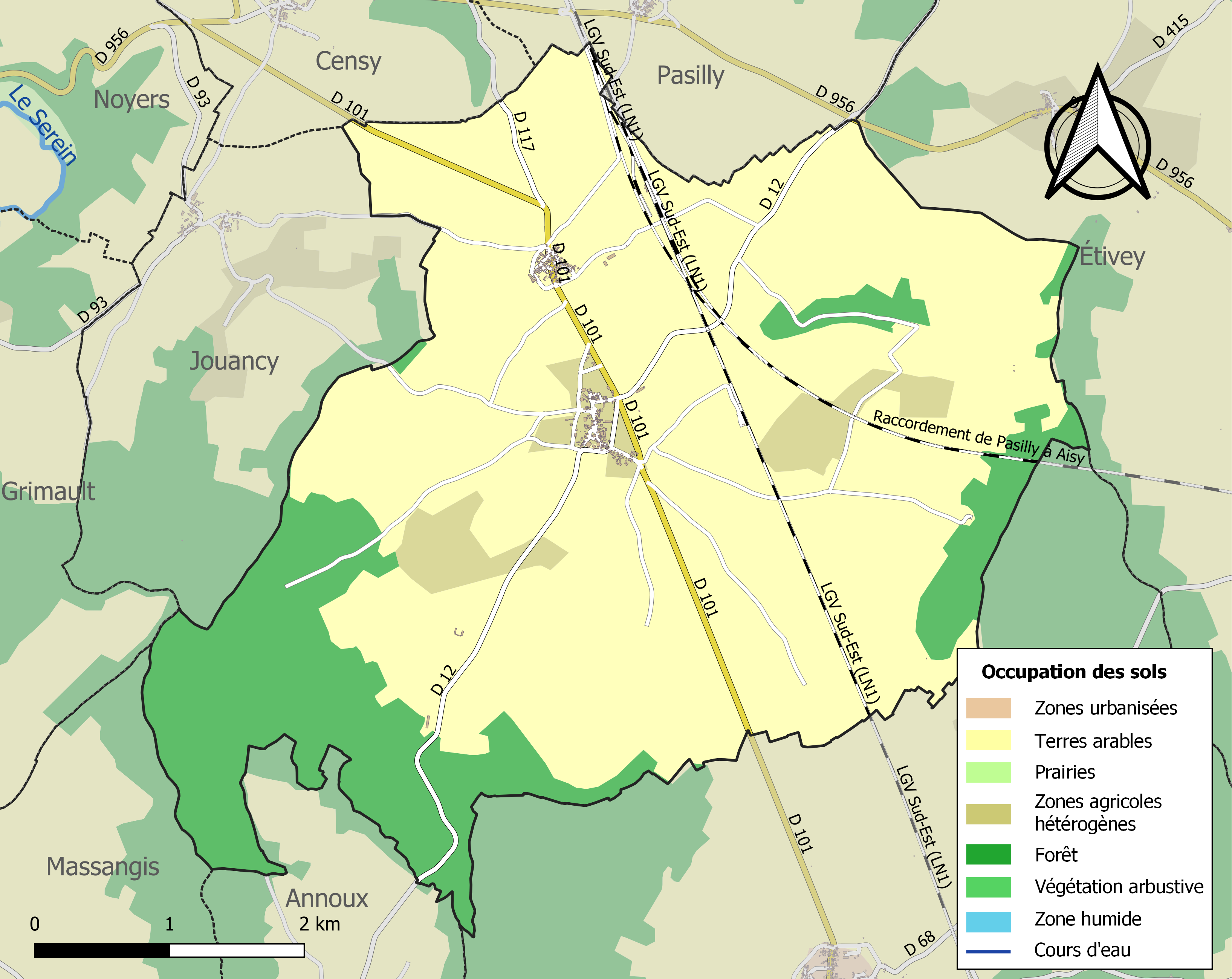
Carte des infrastructures et de l'occupation des sols de la commune en 2018 (CLC).

## Toponymie
- Homonymes : 4 villes portent le même nom en France ou s'en rappochent :
- Sarry (région : Champagne-Ardenne, département 51 : Marne)
- Bassussarry (région : Aquitaine, département 64 : Pyrénées-Atlantiques)
- Irissarry (région : Aquitaine, département 64 : Pyrénées-Atlantiques)
- Sarry (région : Bourgogne, département 71 : Saône-et-Loire)

## Histoire

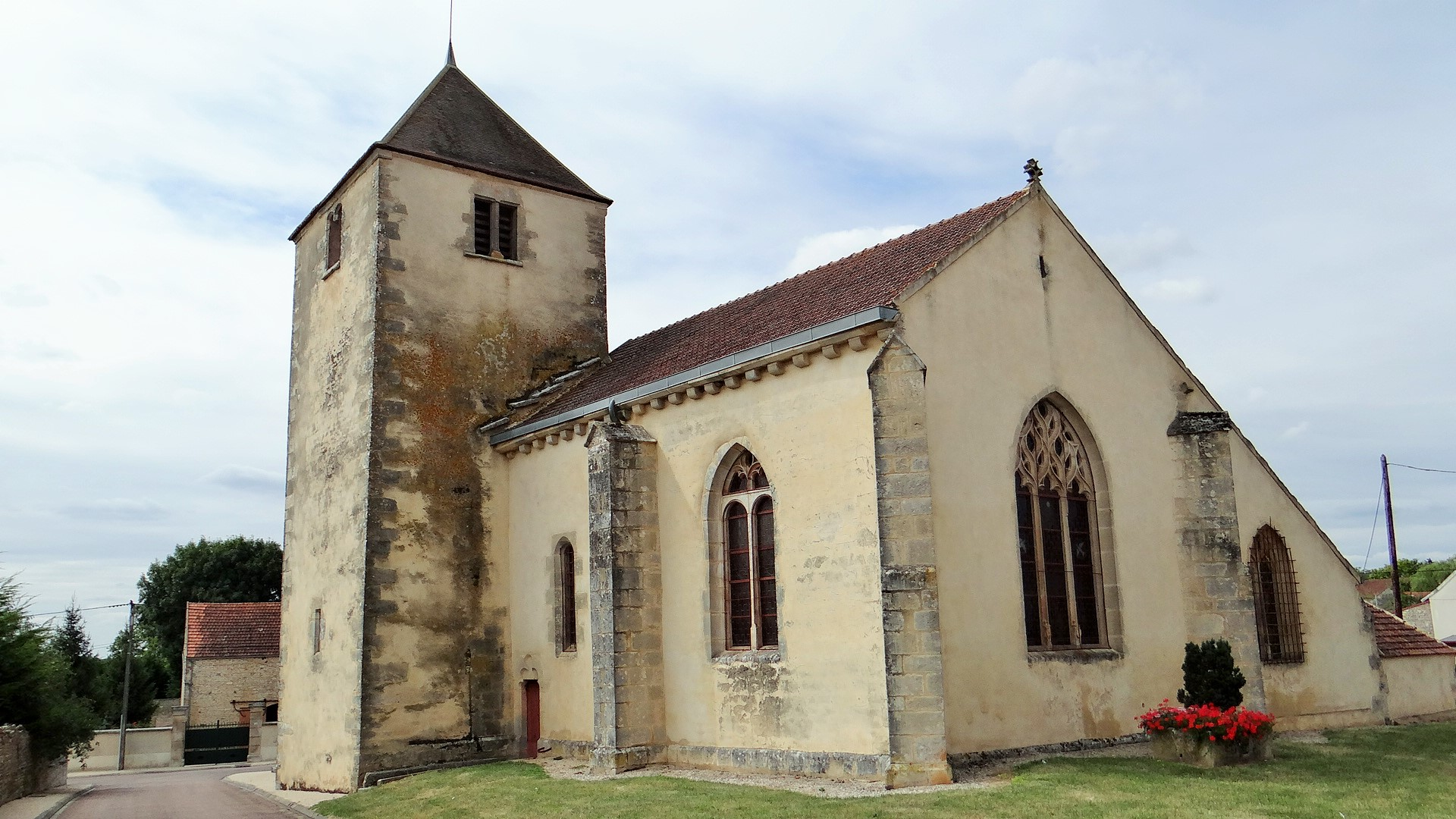
Eglise de Sarry

Au début du XXe siècle fut découverte une tombe mérovingienne au lieu-dit Antonnay.
Le bourg de Sarry est un ancien village fortifié.
Il relevait de la seigneurie de Montréal aux XIe et XIIe siècles, à l'exception d'une portion de territoire qui appartenait à l'abbaye de Moutiers-Saint-Jean, dépendant du diocèse de Langres.
Au milieu du XIIe siècle, à la suite d'une alliance avec les seigneurs de Montréal, cette terre passa dans la maison de Maligny, puis elle fut apportée en dot à Anseau de Trainel, seigneur de Soligny-les-Etangs, qui la vendit avec ses dépendances, en 1296, à Robert, duc de Bourgogne.
Les abbayes de Pontigny et Vausse y possédèrent des biens. L'église paroissiale de Sarry remonte au XIIIe siècle. Elle a été classée monument historique en 1929.  La chapelle de Soulangy date du XVIe siècle. Selon Courtépée au XVIIIe siècle, les bois appartenaient au roi.

## Politique et administration
| Période | Période | Identité             | Étiquette | Qualité |
| ------- | ------- | -------------------- | --------- | ------- |
| 1919    | 1921    | Alfred Berthault     | ...       | ...     |
| 1921    | 1950    | Georges Collin       | ...       | ...     |
| 1950    | 1963    | Jules Mignot         | ...       | ...     |
| 1963    | 1965    | Robert Cunault       | ...       | ...     |
| 1965    | 1982    | Jean Parquin         | ...       | ...     |
| 1982    | 2008    | Albert Lardin        | ...       | ...     |
| 2008    | 2014    | Françoise Boursier   | ...       | ...     |
| 2014    | 2020    | Christophe Rossignol | ...       | ...     |

## Démographie
L'évolution du nombre d'habitants est connue à travers les recensements de la population effectués dans la commune depuis 1793. Pour les communes de moins de 10 000 habitants, une enquête de recensement portant sur toute la population est réalisée tous les cinq ans, les populations de référence des années intermédiaires étant quant à elles estimées par interpolation ou extrapolation. Pour la commune, le premier recensement exhaustif entrant dans le cadre du nouveau dispositif a été réalisé en 2005.

En 2022, la commune comptait 134 habitants, en évolution de −16,77 % par rapport à 2016 (Yonne : −1,95 %, France hors Mayotte : +2,11 %).
| 1793 | 1800 | 1806 | 1821 | 1831 | 1836 | 1841 | 1846 | 1851 |
| ---- | ---- | ---- | ---- | ---- | ---- | ---- | ---- | ---- |
| 499  | 554  | 614  | 297  | 556  | 511  | 475  | 495  | 503  |

| 1856 | 1861 | 1866 | 1872 | 1876 | 1881 | 1886 | 1891 | 1896 |
| ---- | ---- | ---- | ---- | ---- | ---- | ---- | ---- | ---- |
| 477  | 486  | 460  | 427  | 406  | 397  | 393  | 409  | 387  |

| 1901 | 1906 | 1911 | 1921 | 1926 | 1931 | 1936 | 1946 | 1954 |
| ---- | ---- | ---- | ---- | ---- | ---- | ---- | ---- | ---- |
| 359  | 342  | 324  | 300  | 313  | 307  | 254  | 250  | 236  |

| 1962 | 1968 | 1975 | 1982 | 1990 | 1999 | 2005 | 2006 | 2010 |
| ---- | ---- | ---- | ---- | ---- | ---- | ---- | ---- | ---- |
| 227  | 184  | 176  | 161  | 146  | 185  | 174  | 175  | 164  |

| 2015 | 2020 | 2022 | - | - | - | - | - | - |
| ---- | ---- | ---- | - | - | - | - | - | - |
| 160  | 135  | 134  | - | - | - | - | - | - |

## Lieux et monuments

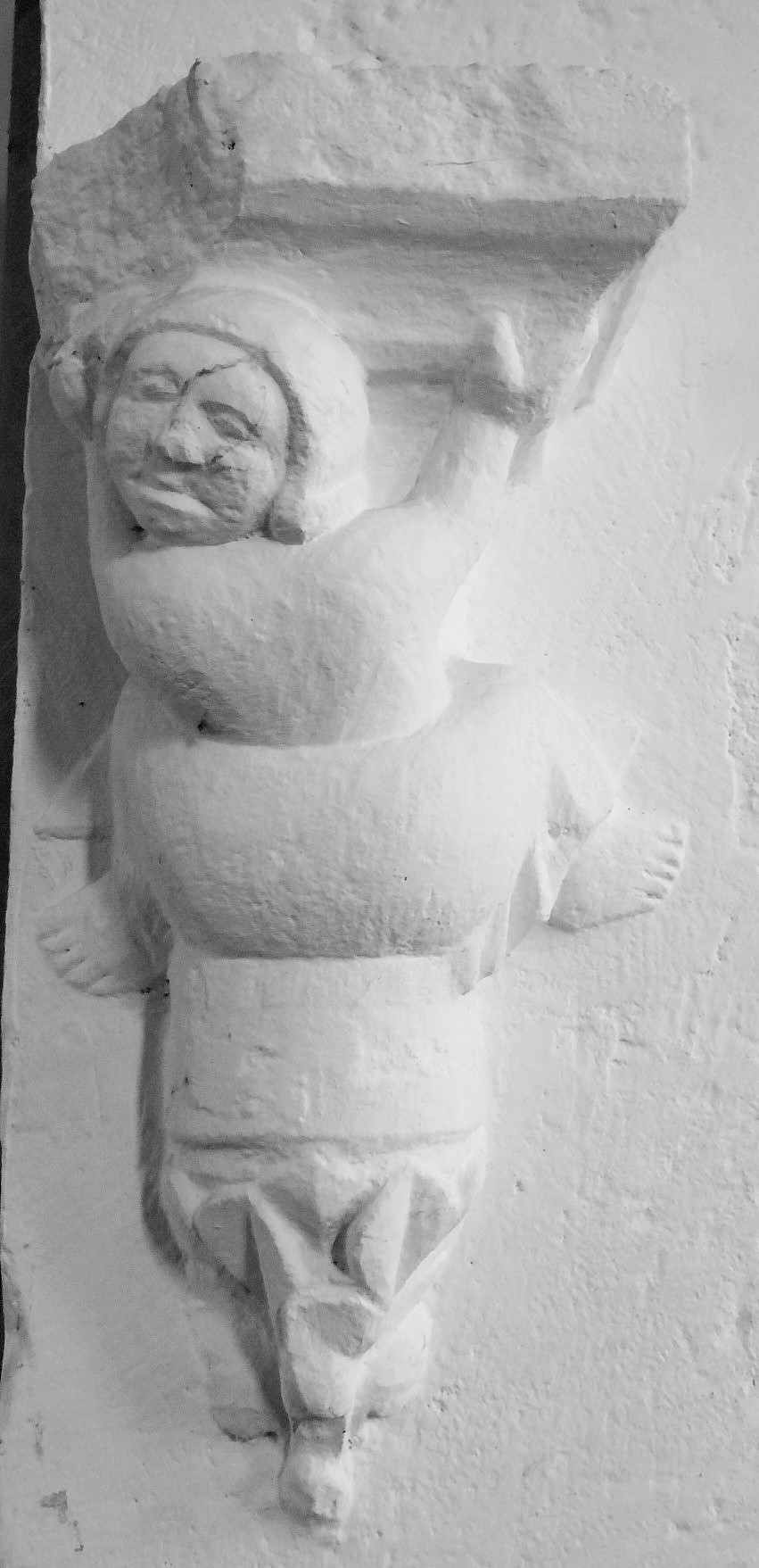
intérieur

- Église Saint-Pierre-ès-Liens : époque de construction quatrième quart du XVIe siècle

L'église date vraisemblablement du XVIe siècle et a subi de nombreux remaniements et transformations au cours des siècles, notamment le chœur, comme le prouvent les traces visibles sur le mur-pignon est de la nef ; le clocher a été modifié (suppression de la voûte) . Dans la travée sous clocher se trouve une plaque commémorative portant l'inscription : EN L'AN 1578 LE SECOND JOUR DE MAY UNG VENDR. AU MATIN, HEURE DE SEPT HEURE DIEU SOIT LOUE EN TOUTE OEUVRE FUT MISE LA PREMIERE PIERRE DE CESTE TOUR DE MONSEIGNEUR SAINT PIERRE Y ESTANS VENUS AVEC DEVOTION LES HABITANTS DE SARRY EN PROCESSION.
Elle a été classée monument historique en 1929.
- Église paroissiale Saint-Germain : époque de construction XIIIe siècle

L'édifice date du XIIIe siècle et a subi de nombreux remaniements au cours des siècles : des fenêtres à remplage ont été ajoutées au XVIe siècle, la façade a été modifiée au XVIIIe siècle et selon Pignard-Péguet, la nef aurait été plafonnée et le clocher restauré en 1777. Sur le pignon du chevet, la date de 1933 indique vraisemblablement une légère réfection. À la partie inférieure des meneaux de la fenêtre axiale : deux écus en bas-relief, dont celui de gauche porte des armoiries non identifiées : en chef, croissant renversé (?), au centre : chevron renversé, en pointe : aigle aux ailes éployées. Autour des écus sont gravés des graffiti datés : BHUI, BACHE 1679, 1696, 17.., 1710, 1662.
- Lavoir : époque de construction XIXe siècle, il est situé en bordure du hameau, sur la route de Sarry à Soulangy

L'édifice de plan rectangulaire, à demi-enterré, comporte un puits-réservoir voûté en berceau plein-cintre, situé dans l'épaisseur du mur nord et séparé de la salle principale par une dalle en pierre. Ce puits alimente le bassin longitudinal bordé sur ses grands côtés d'une pierre à laver et sur son côté nord d'un banc de pierre.
- Croix monumentale : époque de construction premier quart du XVIIIe siècle à Soulangy.

Inscription gravée en lettres romaines sur la face principale du dé et du piédestal ; sur le dé : CETTE CROIX A ESTE ERIGE ; sur le piédestal : À LA DEVOTION DE IOSEPH RETIF VEFVE DE MARIE FORGEOT CE IOUR IVIN 1717 ; partie supérieure de la croix refaite au XIXe siècle.
- Croix de chemin : époque de construction premier quart du XVIIIe siècle à Soulangy.

Inscription gravée sur la face principale du socle (seuls quelques mots sont lisibles) : ... ERIGEE... CROI... DE SES ... VIN... La structure générale ainsi que la mouluration ornant la base du fût permettent de rapprocher cette croix de celle située devant l'église et datée 1717.
- Fontaine de Vellerot du XVIIe siècle élevée à l'emplacement probable d'une source romaine (proximité d'une ancienne voie romaine).

## Personnalités liées à la commune
- Jean-Laurent Simonnet (1756-1824), député né sur la commune.
- Ernest Petit, historien, né au Prieuré de Vausse à Châtel-Gérard (Yonne) le 28 mars 1835 – mort à Sarry (Yonne) le 15 juillet 1918.
- Raymond Riotte, cycliste, né le 6 février 1940 à Sarry. Il fut un des animateurs du Tour de France 1967.

### Manifestations culturelles et festivités
- La journée mondiale du tricot à Sarry[réf. nécessaire]

## Pour approfondir